# Giuseppe Neroni Cancelli
Giuseppe Neroni Cancelli (Ripatransone, 19 dicembre 1784 – San Benedetto del Tronto, 5 marzo 1858) è stato un politico italiano.

## Biografia

### Nascita e formazione
Il conte Giuseppe Neroni Cancelli nacque a Ripatransone il 19 dicembre 1784. Era figlio del cavalier Pietro Paolo e della marchesa Tecla Mucciarelli di Ascoli Piceno. Fu educato da due maestri francesi, che si erano rifugiati a Ripatransone e imparò perfettamente il francese. In seguito fu iscritto dal padre al seminario di Recanati, dove fu ammesso all'Accademia dei Ricoverati.  Successivamente frequentò a Roma l'archiginnasio iniziando a studiare giurisprudenza. Grazie alle sue doti letterarie e musicali si fece conoscere negli ambienti dell'aristocrazia romana e si iscrisse all'albo degli Arcadi e all'Accademia di Santa Cecilia presso la quale acquisì il diploma di conte. Conobbe in questo stesso periodo anche Gioacchino Belli. Avendo rifiutato di iscriversi all'Accademia Ecclesiastica, come gli consigliava il padre, fu costretto ad interrompere gli studi e a ritornare a Ripatransone, dove si dedicò allo studio della musica, della letteratura e della filosofia, componendo una tragedia col titolo Virginia e una commedia intitolata I fratelli rivali.
Nel 1805, ventunenne, sposò la nobildonna Pacifica Cancelli d'Acquaviva Picena, trasferendosi a San Benedetto del Tronto.

### Carriera sotto il dominio napoleonico
Nel 1810 durante il dominio napoleonico, quando venne istituito il dipartimento del Tronto, facente parte del regno napeoleonico d'Italia, venne eletto capitano della guardia nazionale di San Benedetto del Tronto, insieme ad Antonio Voltattorni. Gestì bene alcuni scontri navali che si verificarono lungo la costa adriatica durante la vigilanza marittima per il mantenimento del blocco continentale, imposto da Napoleone alle rotte commerciali inglesi e fu nominato prima agente consolare di Napoli, poi, nel settembre del 1813, podestà di San Benedetto del Tronto e infine, dopo l'arrivo di Gioacchino Murat, vice prefetto di San Ginesio.
Nel marzo del 1814 Gioacchino Murat lo incaricò di sedare una rivolta popolare negli Abruzzi sostenuta dall'ammiraglio William Bentinck e lo nominò con questo scopo delegato straordinario speciale: dopo la felice conclusione dell'incarico fu creato cavaliere dell'ordine reale delle Due Sicilie.
Nello stesso anno fu chiamato dal Murat a sedare un'altra rivolta scoppiata a San Ginesio e a Sant'Angelo in Pontano, dove i contadini chiedevano in armi la riapertura di una fabbrica di sale. Avendo convinto i rivoltosi a deporre le armi ottenne la medaglia d'onore il 24 dicembre del 1814.
Nel gennaio 1815, mentre stava per assumere la carica di viceprefetto a Tolentino, fu incaricato di ripristinare la sicurezza e il funzionamento del servizio postale: a questo scopo costituì a Loreto una "giunta" con lo stesso obiettivo, di cui assunse la presidenza, riuscendo a concludere la missione, tornandosene a Tolentino, già nel marzo dello stesso anno.

#### Battaglia di Tolentino
Dopo il manifesto di Rimini del 30 marzo 1815 Gioacchino Murat dichiarò guerra all'Austria e nell'aprile dello stesso anno concentrò un battaglione a Macerata per fronteggiare le armate austriache provenienti dall'Umbria, comandate dal generale Federico Bianchi. La mattina del 28 aprile 1815 un corpo di 10.000 austriaci guidati dal generale Anton von Starhemberg giunse alle porte di Tolentino difesa da poco più di 120 soldati di una "compagnia regia". Due rappresentanti dei cittadini, Parisani e Sparacini, chiesero al vice prefetto Neroni di convincere l'ufficiale che li comandava di ripiegare verso Macerata, dove era stanziato il grosso delle truppe murattiane, abbandonando una resistenza giudicata inutile: il viceprefetto aderì alla richiesta, ma a patto di avere alcuni giorni di tempo per raccogliere armi e vettovaglie.
Parisani e Sparacini, tuttavia, si recarono subito al campo austriaco e all'alba del 29 aprile 1815 uno squadrone austriaco entrò in città dalla porta Romana. Le truppe regie, che si erano avviate verso Macerata, si videro arrivare senza preavviso quelle nemiche alle spalle e spararono una scarica di fucileria. In risposta gli austriaci presero d'assalto la città ed arrestarono il viceprefetto Neroni e il podestà Giovan Battista Conti, che furono inizialmente condannati a morte dal generale Starhemberg. Con l'arrivo del generale Bianchi e grazie all'intercessione della cittadinanza (che contribuì a chiarire l'equivoco) il Neroni e il Conti furono rilasciati dietro il pagamento di un riscatto.

### Restaurazione
Il generale Bianchi trattenne il Neroni a Tolentino, ordinandogli di continuare ad amministrare la città sotto l'imperatore d'Austria.
Sconfitte le truppe di Murat, nelle Marche venne costituito un nuovo governo austriaco provvisorio:  il nuovo sovrintendente, il consigliere aulico Dordi, nominò Neroni commissario di guerra con il compito di monitorare le vettovaglie fornite dai Comuni vicini al campo austriaco durante la campagna militare, compito nel quale fu aiutato dal vescovo di Tolentino Vincenzo Maria Strambi (beatificato da Pio XI il 26 aprile 1925 e canonizzato da Pio XII l'11 giugno 1950).
Il 5 luglio del 1815 il cardinale Ercole Consalvi proclamò con un editto il ripristino dello Stato Pontificio e il 3 agosto 1815 Neroni venne confermato vicecommissario di Tolentino. In seguito ad un motu proprio del 6 luglio 1816 i vicecommissari vennero sostituiti dai governatori e di conseguenza il Neroni rassegnò le proprie dimissioni dalla carica rivestita nelle mani del nuovo governatore di Macerata, Riario Sforza. Il 2 novembre dello stesso anno fu nominato governatore di San Ginesio, ma rinunciò all'incarico per ritirarsi invece a San Benedetto del Tronto.
Fu ancora viceconsole del Regno di Napoli sul litorale marchigiano, ma rinunciò anche a questo incarico e si ritirò a vita privata, dedicandosi allo studio della musica, della letteratura e della storia. Pubblicò diversi testi (Origini di Ripatransone, Memorie storiche di San Benedetto, una Lettera apologetica intorno all'esposizione degli infanti), articoli e poesie di vario argomento.

### Moti del 1831
Al sopraggiungere dei moti del 1831, scoppiati nelle legazioni dello Stato Pontificio, fu chiamato a far parte del Comitato Provinciale di Fermo e a reggere la Prefettura di Perugia.

### Seconda repubblica romana

Bandiera della "seconda" Repubblica Romana.

Nel 1847 fu preside per la Repubblica di Camerino.
Nel 1848, quando si tennero le elezioni per la partecipazione del popolo al Governo Pontificio, fu eletto deputato alle Camere Costituzionali dai collegi di Offida e di Ripatransone e si trasferì a Roma.
Dopo la caduta della Seconda Repubblica Romana (1849) e il ripristino del Governo Pontificio, trascorso un breve periodo a Roma, ritornò stabilmente a San Benedetto del Tronto intorno al 1850.

#### Giuseppe Garibaldi ospite di Neroni

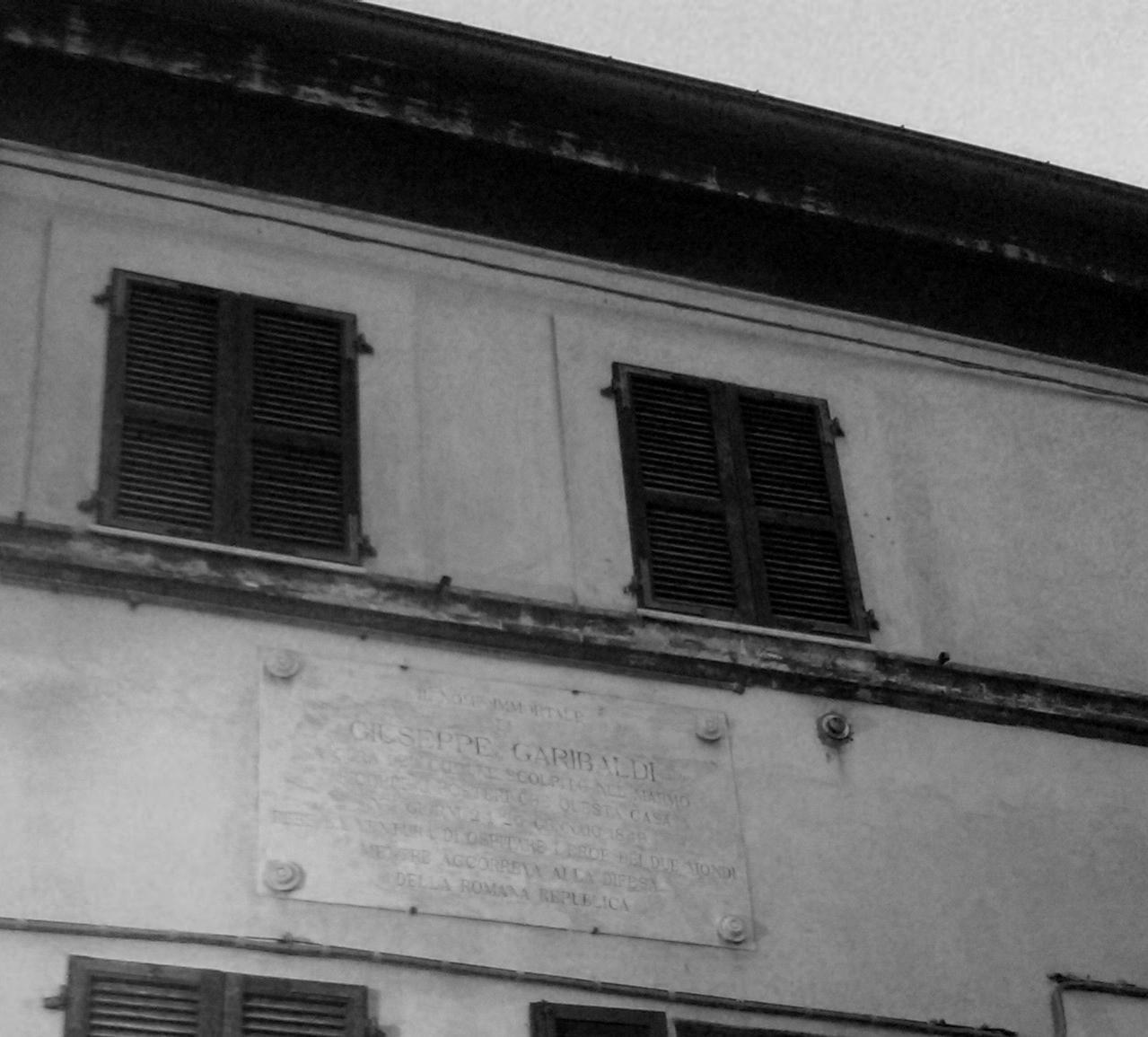
Targa commemorativa posta su un lato di Palazzo Neroni Cancelli a San Benedetto del Tronto a ricordo del passaggio di Giuseppe Garibaldi nella notte tra il 24 e il 25 gennaio 1849

Il pomeriggio del 24 gennaio 1849 Giuseppe Garibaldi accompagnato da Nino Bixio, Gaetano Sacchi ed altri, giunse a San Benedetto del Tronto e fu, per la notte, ospite ambito di casa Neroni dove scrisse e lascio' nel salotto, a ricordo del suo passaggio e compiacimento, il biglietto :
"Alla Civica San Benedetto invia salute e fratellanza, il riconoscente G. Garibaldi."
Il giorno successivo, l'eroe dei due mondi mosse con i suoi compagni verso Roma alla testa della legione maceratese (di 2.500 uomini) che a porta San Pancrazio difese la Repubblica romana dall'assedio nemico.
A memoria del fatto, il Comune appose nella casa Neroni la lapide:
EBBE LA VENTURA DI OSPITARE L'EROE DEI DUE MONDI MENTRE ACCORREVA ALLA DIFESA DELLA REPUBBLICA ROMANA»
(dalla lapide marmorea su Palazzo Neroni Cancelli di San Benedetto del Tronto)

### Morte
Nel 1855  durante un'epidemia di colera scoppiata a San Benedetto il Neroni aiutò la popolazione e fu decorato della medaglia al merito civile.
Si ammalò di polmonite e, dopo otto giorni di malattia, morì a San Benedetto del Tronto il 5 marzo 1858.
Il Neroni ebbe rapporti di amicizia con moltissimi personaggi dell'epoca come Gioacchino Belli, Melchiorre Delfico, Leopoldo Armaroli (etc.), ricevette, inoltre, dalla Repubblica di San Marino la cittadinanza onoraria.

## Famiglia
Era figlio di Pietro Paolo Neroni di Ripatransone, proveniente da un'antica famiglia di Firenze il cui capostipite, Diotisalvi Neroni, fu uno dei protagonisti della congiura contro Piero de' Medici, ordita da Luca Pitti, Angelo Acciaiuoli e da Niccolò Soderini. Fuggiti dalla Toscana, i discendenti Neroni, dopo diverse generazioni, si stabilirono a Ripatransone e ad Acquaviva Picena.
La madre Tecla proveniva dai marchesi Mucciarelli di Ascoli Piceno.
La moglie Pacifica, era la figlia del conte Francesco Cancelli di Acquaviva Picena e della marchesa Teresa Lamponi di Santa Vittoria in Matenano.
Dal matrimonio con Pacifica, Giuseppe Neroni ebbe diversi figli, tra cui Guglielmo, Emidio, Chiarina e Marianna. Quest'ultima sposò il marchese Pietro Lamponi di Santa Vittoria in Matenano, dalla cui unione nacque Filippo Lamponi (1827-1881), patriota, avvocato e prefetto del Regno d'Italia.
Filippo Lamponi, in virtù della forte influenza politica ricevuta dal nonno materno, gli dedicò una biografia nell'anno della sua morte (1858) intitolata: "Elogio storico del Cavaliere Giuseppe Neroni Cancelli".

## Opere
- G. Neroni, La battaglia di Tolentino: memorie istoriche scritte da un contemporaneo, Tipografia delle Scienze, Roma, 1847
- G. Neroni Cancelli, Memorie storiche di San Benedetto, Jaffei, Ripatransone, 1854